# Claude Heim
Claude Christian Emmanuel Heim (ur. 29 września 1912 w Nancy, zm. 28 maja 2002 w La Baule-Escoublac) – francuski lekkoatleta specjalizujący się w skoku w dal, uczestnik igrzysk olimpijskich.
Heim wystąpił na Letnich Igrzyskach Olimpijskich 1936 w Berlinie. Aby awansować do finału w skoku w dal w kwalifikacjach zawodnicy musieli osiągnąć rezultat 7,15 m. Reprezentant Francji uzyskał wynik 7,10 m i tym samym zakończył udział w igrzyskach.
Był zawodnikiem paryskiego klubu Association Sportive Bourse.
Rekordy życiowe
- skok w dal – 7,375 m (1935)[2].